# Siche do Danúbio
O Siche do Danúbio (em ucraniano:  Задунайська Сiч, transl. Zadunaiska Sitch) foi uma organização de cossacos que existiu no Império Otomano entre a década de 1770 e 1828.

## História

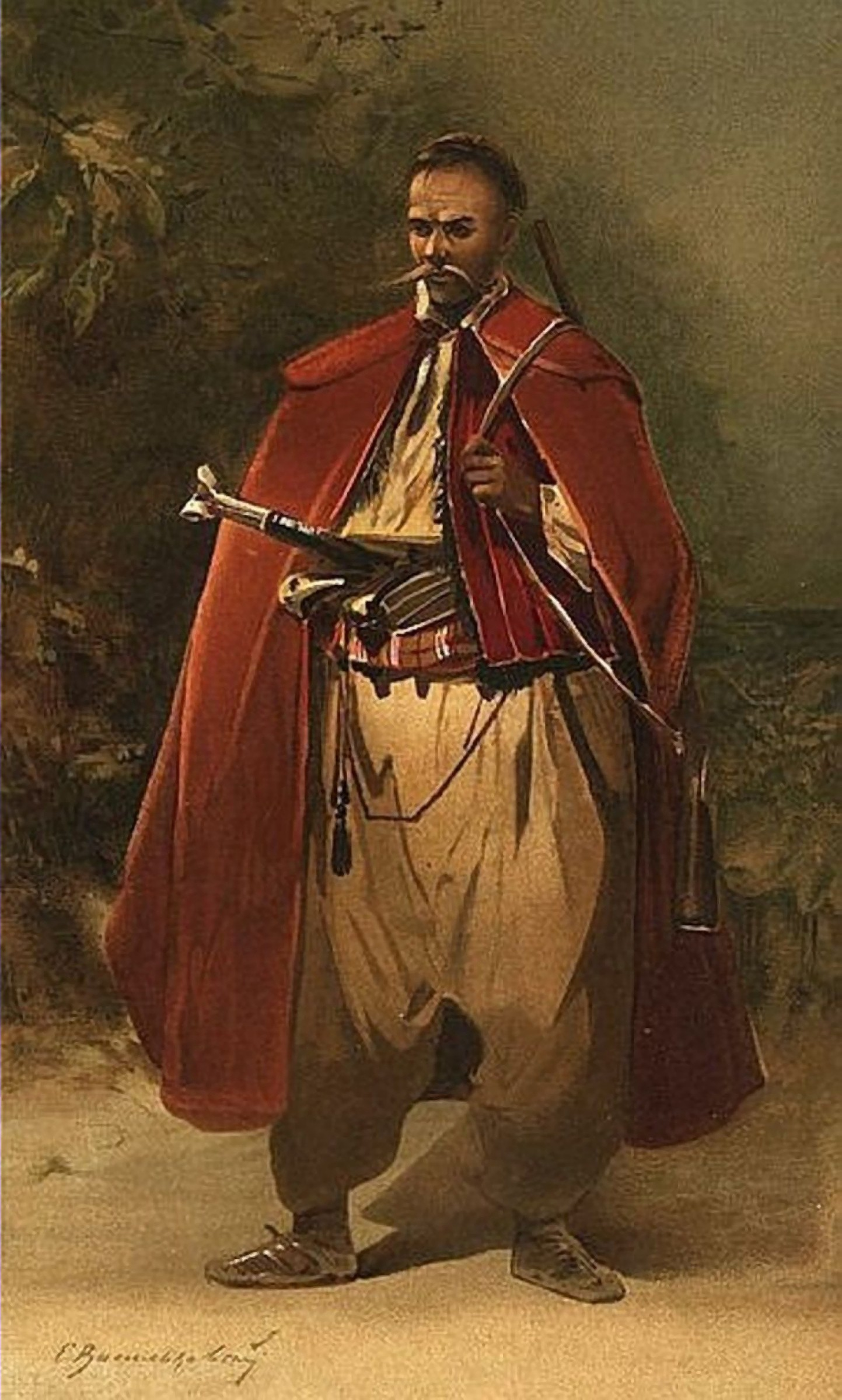
Pintura de cossaco do Siche do Danúbio, por Serhi Vasilkivski.

O Siche consistiu em uma organização de parte dos antigos Cossacos de Zaporojia que, após a destruição de sua antiga organização, assentaram-se em diversos grupos no Delta do Danúbio durante a década de 1770, então dentro das fronteiras do Império Otomano. Segundo o paxá de Ochakiv, já contavam, em 1778, com 12 mil homens. Em 20 agosto do mesmo ano, os cossacos adquiriram cidadania otomana prestando juramento ao Sultão Abdulamide I.
Primeiramente, o Siche tentou estabelecer seu autogoverno (chamado Kish; em ucraniano:  Кіш) ao longo do Rio Kutchurgan, mas, devido a conflitos com outros grupos de cossacos locais e a conflitos com os Cossacos de Nekrasov, um belicoso grupo de velhos crentes, relocaram-se diversas vezes pela região, finalmente se derrotando os nekrasovianos em 1814 e estabelecendo-se em Dobruja em seu antigo centro, a cidade de Veliki Dunavetes, de onde comercializavam com genoveses e turcos. Este assentamento, contudo, terminou com a eclosão da Guerra Russo-Turca em 1828, quando os cossacos fugiram em massa para o território do Império Russo, os poucos restantes sendo exterminados pelos otomanos em uma série de pogrons que puseram fim à presença cossaca em Dobruja.